# Castagneto Po
Castagneto Po (Casgné in piemontese, anticamente Castanetum ad Padum, successivamente Castagnetto fino al 1877, poi Castagneto a cui, dal 1913, venne aggiunto Po) è un comune italiano di 1 753 abitanti della città metropolitana di Torino in Piemonte.
Situato a circa 25 chilometri a nord-est di Torino, sulla Collina Torinese a sud del Po, è un comune dal territorio prevalentemente collinare, la cui quota varia dai 180 m ai 583 m del punto più alto (Bric del Vaj, all'interno della Riserva naturale speciale del Bosco del Vaj).

## Storia
Come scrive il Casalis a proposito di questa amena località: "I paesi che non hanno altro nome, fuorché quello tratto da' boschi, sono riguardati come dei più antichi." e in effetti alcuni ritrovamenti archeologici testimonierebbero la presenza romana nell'attuale frazione di San Genesio, nota ab immemorabili per la sua sorgente di acqua termale. Tuttavia, la prima documentazione di Castagneto (o Castagnetto o Castigneto) risale al 1014, quando venne citata in un diploma dell'imperatore Enrico II a favore dell'abbazia di San Michele della Chiusa.
Nel 1019 Ottone Guglielmo, conte di Borgogna e unico figlio di Adalberto II re d'Italia e già marchese d'Ivrea, donò all'Abbazia di Fruttuaria anche la metà del villaggio portuale di Chivasso col Castello Castaneo ultra Padum e tutte le loro pertinenze: ciò conferma l'appartenenza della località alla marca d'Ivrea. Il dominio diretto su Castagneto fu poi prerogativa dei vescovi d'Ivrea, i quali la consideravano uno dei feudi maggiori della loro chiesa, e ciò fin quando questi non ne investirono, assieme a Chivasso e a Casalborgone, il Marchese Bonifacio II del Monferrato nel 1227, con una riconferma del 1257.
Dagli anni immediatamente successivi essa fu direttamente soggetta ai marchesi, prima Aleramici e poi Paleologi, come emerge da due diplomi del 1259 dell'Imperatore Federico II a favore d'essi marchesi. Nel 1428, Gian Giacomo del Monferrato investì del feudo il nobile Giovanni Provana del Sabbione, residente nella vicina e fiorente capitale Chivasso ch'era sede della prestigiosa corte marchionale monferrina.
La presenza di una non trascurabile popolazione locale verrebbe suggerita sia dall'antica pieve di San Pietro Apostolo, sia dalla chiesa parrocchiale romanica di San Genesio, fatta edificare nell'XI secolo dai monaci della Fruttuaria in luogo d'una precedente cappella e dove essi probabilmente istituirono un hospitium per i pellegrini diretti dalla Francia a Roma.
Più che da un unico agglomerato abitativo, gravitante in passato su San Genesio, Castagneto era formata da parecchie cascine e borgate disseminate sul suo territorio, dove sorgeva tra l'altro il castello che in realtà doveva essere una rocca di dimensioni non notevoli. Per rinforzare l'aspetto difensivo di questa strategica zona collinare, il marchese Teodoro II Paleologo fece edificare verso l'anno 1400 ulteriori strutture fortificate minori (tra cui delle piccole torri), molto probabilmente assegnate a un gruppo di nobilibus armigeris sabaudi (Pietro Giovanni de Montebello, Giorgio de Bonetia, Angelino da Friburgo, Luchino da Bassignana, Bartolomeo de Fontan, Antonio Ferrari) e ai loro uomini, passati nel 1392 a servizio dello stesso Teodoro e stanziatisi qui stabilmente.
Queste fortificazioni dovettero poi svilupparsi in borgate e cascine e ciò lo testimonierebbero alcuni toponimi e porzioni murarie. Come erroneamente è stato scritto, non fu il castello di Castagneto a essere bruciato da Facino Cane nel 1397, ma quello di Castagnito, ubicata alcune decine di chilometri più a sud.
Quando nel 1431 Chivasso venne conquistata dai Savoia, Castagneto rimase sì sotto i Paleologi, ma si trovò improvvisamente da essere strategico centro limitrofo alla capitale a periferica località di frontiera.
Insieme ai Provana, altre nobili casate (Roero di Sciolze, Sozio, Bianchetti, Ardizzone, Revigliono alias Reviglione, Barozzi, Bellone, Dellala, Cisa, Bianchi, Trabucco) ebbero nel corso dei secoli la giurisdizione (anche parziale) sul feudo e ciò per periodi talvolta assai limitati e spesso con ridottissimi beni feudali: a parte i Trabucco, nessuna di queste ebbe qui la propria residenza.
Ad esse si affiancava una Magnifica Comunità piuttosto antica, poiché i suoi Statuti le venivano riconfermati nel 1304 dall'ultimo marchese aleramico Giovanni I. Per quanto piccola, essa aveva un suo patriziato, suoi notai, suoi maestri e una sua curia (il tribunale); le cariche erano ricoperte per lo più dalle famiglie patriziali quali i Maja, i Capello, i Bonetia (alias Bonessa), i Borca, i Dazzi (alias Dasso), i Castello, i Faletti, i Soardi, i Cavalli, i Chiapusso, i Pitroni, i Gastaldi (alias Castaudo).
Dapprima il consiglio della Comunità era composto da quindici membri tra cui venivano eletti due priori (che lo presiedevano) e due consoli (che sovrintendevano agli aspetti militari del luogo); in epoca più tarda i consiglieri vennero ridotti a dieci, tra i quali venivano eletti due nobili sindici mentre un notaio svolgeva la funzione di podestà, ovvero di cancelliere. Durante il dominio sabaudo, il consiglio venne infine dimezzato, trovandosi così composto di quattro consiglieri e un sindaco, scelti in una rosa piuttosto ristretta di capifamiglia (a metà Settecento solo 24 castagnetesi avevano i requisiti per accedere al consiglio). In casi straordinari si riuniva l'Università degli uomini: il luogo delle adunanze era la chiesa di San Giovanni Battista, di cui era proprietaria la Magnifica Comunità che la destinava solo a quell'uso e alla quale era annesso un edificio contenente il tribunale e l'archivio pubblico. Sin dal 1319 la Comunità veniva rappresentata da uno o due deputati alle sedute del Parlamento monferrino.
Le vicende di Castagneto rimasero legate alle sorti del Monferrato anche dopo la sua devoluzione ai Gonzaga (1536) e sino al Trattato di Cherasco del 1631 col quale ne venne sancito il definitivo passaggio ai Savoia. Di quel periodo ricordiamo l'occupazione francese durata dal 1537 alla Pace di Cateau-Cambrésis del 1559.
Stante la sua plurisecolare posizione strategica, nell'inverno del 1704 si attestò tra Castagneto e Chivasso la linea difensiva contro l'avanzata dell'esercito francese che intendeva porre sotto assedio Torino; dopo che le truppe regie assieme ai castagnetesi respinsero due attacchi nemici, lo Stato Maggiore sabaudo decise di far brillare la locale fortezza danneggiando pesantemente l'abitato. Durante quel periodo e quando Castagneto non era esposta a rischi bellici, qui soggiornarono per alcune settimane i Savoia con la corte ducale.
In tempi più moderni divenne famosa l'acqua minerale solforosa di San Genesio (rinomata tuttavia da prima dell'anno 1000 e molto probabilmente già in epoca romana), dai benéfici effetti che la definivano persino miracolosa e la cui sorgente termale è custodita all'interno di un piccolo edificio: il Regio Fonte di San Genesio, così denominato nel 1824 per concessione del re Carlo Felice di Savoia, al quale si deve la costruzione dell'edificio stesso. L'acqua che qui sgorga veniva citata nei principali trattati italiani ed europei di idrologia, quale l'importantissimo Dictionnaire général des eaux minérales et d'hydrologie médicale del 1860 o in importanti convegni medici. Ricordiamo che oltre a quella del Regio Fonte, esistono in loco diverse sorgenti minori, tutte con peculiari caratteristiche minerali ripetutamente oggetto di analisi scientifiche sin dal XVIII secolo.
Oltre ai diversi edifici signorili, nuovi o frutto di ristrutturazioni, la ventata di rinnovamento architettonico coinvolse nel 1838 anche la chiesa di San Pietro e ad essa nel 1847 vennero donati dal re Carlo Alberto la pala d'altare raffigurante la Vergine Assunta e San Pietro Apostolo e vari paramenti sacri. Questo gesto testimonia lo stretto rapporto tra il sovrano e il conte castagnetese Cesare Trabucco, suo Segretario privato, Senatore e Sovrintendente generale del Patrimonio e della Cassa privata del Re, nonché Sindaco di Castagneto.
Altre nobili famiglie piemontesi ebbero qui dimora, tra cui i San Martino di Agliè, i Turinetti di Priero, i Thaon di Revel, i Bongioanni di Castelborgo, i Blavet di Briga, i Fé d'Ostiani, i Bunis, i Pellion di Persano, i Ceriana; di questi ultimi citiamo l'ingegner Arturo Ceriana che modificò sapientemente l'antica chiesa di San Genesio e che rese ancor più sontuoso il castello, poi passato ai Bruni Tedeschi dei quali ricordiamo l'ingegner Alberto Bruni Tedeschi e Carla Bruni Tedeschi Sarkozy.
Con Regio Decreto 682 del 5 giugno 1913, il comune fu autorizzato a cambiare il nome da Castagneto in Castagneto Po. In quello stesso anno venne fondata la Società operaio agricola di Mutuo soccorso.

### Simboli
Lo stemma e il gonfalone del comune di Castagneto Po sono stati concessi con decreto del presidente della Repubblica del 10 maggio 1956.
Il gonfalone è un drappo partito di giallo e di azzurro.

## Monumenti e luoghi d'interesse
Punti di interesse nel comune sono:
- Chiesa parrocchiale di San Pietro, al fondo della Piazza Rovere nel capoluogo
- Chiesa romanica e neoromanica di San Genesio, fondata e costruita tra il 1019 ed il 1150 dall'abbazia di Fruttuaria, sul luogo di una preesistente cappella. Dell'edificio originario dell'XI-XII secolo restano l'abside centrale, la piccola abside a nord con la sua cripta e il poderoso campanile in muratura a pianta quadrata, con monofore, bifore e trifore decorate e spartito da cornici di archetti pensili monolitici in sette ordini. Essa è a tre navate, fu ricostruita nel 1620 in stile barocco, danneggiata nel 1705 e ricostruita nel 1716. La chiesa attuale è il risultato di un rifacimento neoromanico completato nel 1912 ad opera dell'ingegner Ceriana, che ampliò le dimensioni della chiesa originaria rifacendone la facciata e le pareti laterali: a quel periodo risalgono sia i pilastri cruciformi che dividono le navate, sia le opere di scultura
- Regio Fonte di San Genesio, ubicato nei pressi della sopra citata chiesa; si tratta di un piccolo edificio dentro il quale è racchiusa una sorgente di acqua sulfurea; le acque sono bromo-iodico-sulfuree, ritenute efficaci come idropinoterapia contro le malattie polmonari e ghiandolari, le ostruzioni addominali, le infezioni cutanee e ginecologiche; sin dai tempi antichi quest'acqua era considerata miracolosa
- Castello, conosciuto anche come Villa Ceriana. Sorge in strada Chivasso, all'inizio della serie di tornanti che dalla strada statale 590 Torino-Casale conduce al centro del comune. Il castello è documentato dal 1019 e venne fatto riedificare nel 1740 dai conti Trabucco su disegni dell'architetto Giuseppe Nicolis di Robilant. I lavori di riedificazione furono ultimati nel 1835 da Ernesto Melano, architetto che lavorava presso la corte reale. Acquistato nel 1859 dal banchiere valenzano Vincenzo Ceriana, il figlio di questi, l'architetto Arturo Ceriana (1859-1918), lo abbellì aggiungendovi una galleria disegnata in stile cinquecentesco, decorata con marmi e pietre fini scolpite. Due grandi artisti operanti in Piemonte, Francesco Gonin (1808-1889) e Costantino Sereno (1829-1893), si occuparono inoltre della decorazione di alcune sale. Il castello passò per eredità ai conti Fé d'Ostiani e nel 1952 fu acquistato dall'ingegnere, imprenditore e compositore Alberto Bruni Tedeschi, padre dell'ex topmodel Carla Bruni. Nel 2009 la famiglia Bruni ha venduto il castello per 17,5 milioni di euro al principe reale saudita Al-Walid bin Talal, all'epoca il tredicesimo uomo più ricco del mondo. Dopo averlo messo a sua volta in vendita appena un anno dopo, nel novembre 2018 lo ha donato alla Croce Rossa Italiana
- Villa Cimena, che fu di proprietà dei Turinetti di Priero e quindi acquistata all'inizio dell'Ottocento dal conte Ignazio Thaon di Revel; il figlio di quest'ultimo, Ottavio, ministro delle finanze, ne commissionò la radicale ristrutturazione al regio architetto Carlo Sada (1809-1873). Dalla collina di Cimena l'omonima villa domina la piana del Po con la sua facciata palladiana incorniciata dal parco e dal bosco. Il parco della villa, realizzato in pochi anni a partire dal 1847, è opera di Marcellino Roda (1814-1892), giardiniere e paesaggista, attivo con il fratello Giuseppe al parco del castello di Racconigi. Nel 1969 villa e tenuta furono acquistati da Renato Rosso che iniziò gli interventi di recupero e restauro degli interni.
- Villa Poma, che fu di proprietà delle famiglie Ghignone, Blavet, Corradini e Alzona. Distrutta da un incendio nei primi anni del Novecento, villa Poma fu ricostruita tra le due guerre rispettando la cubatura originale e dotandola di un'alta torretta secondo lo stile tipico del tempo. Mentre i Blavet di Briga ne erano proprietari, venne costruita una grande cisterna per la raccolta dell'acqua piovana che permetteva l'irrigazione di giardino e campi
- Riserva naturale speciale del Bosco del Vaj, caratterizzata dalla presenza (ormai rara nella collina torinese) di faggeti ad una quota inferiore ai 600 metri di altitudine: qui ha sede l'Ente di gestione delle aree protette del Po e della collina torinese che gestisce la riserva naturale speciale del Bosco del Vaj (71,50 ha) e il parco naturale della Collina di Superga (745,85 ha).

## Galleria d'immagini

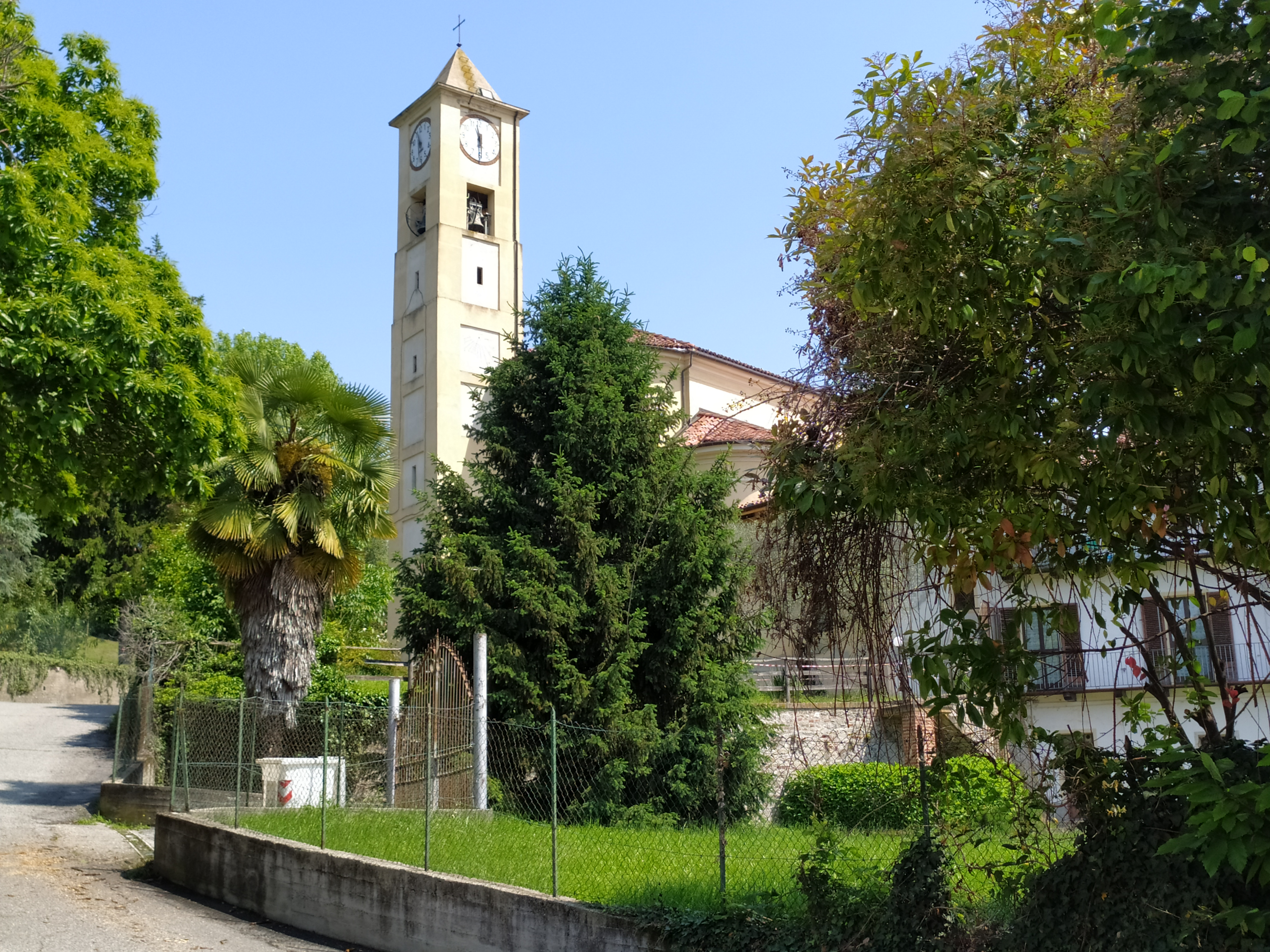
Chiesa parrocchiale di San Pietro
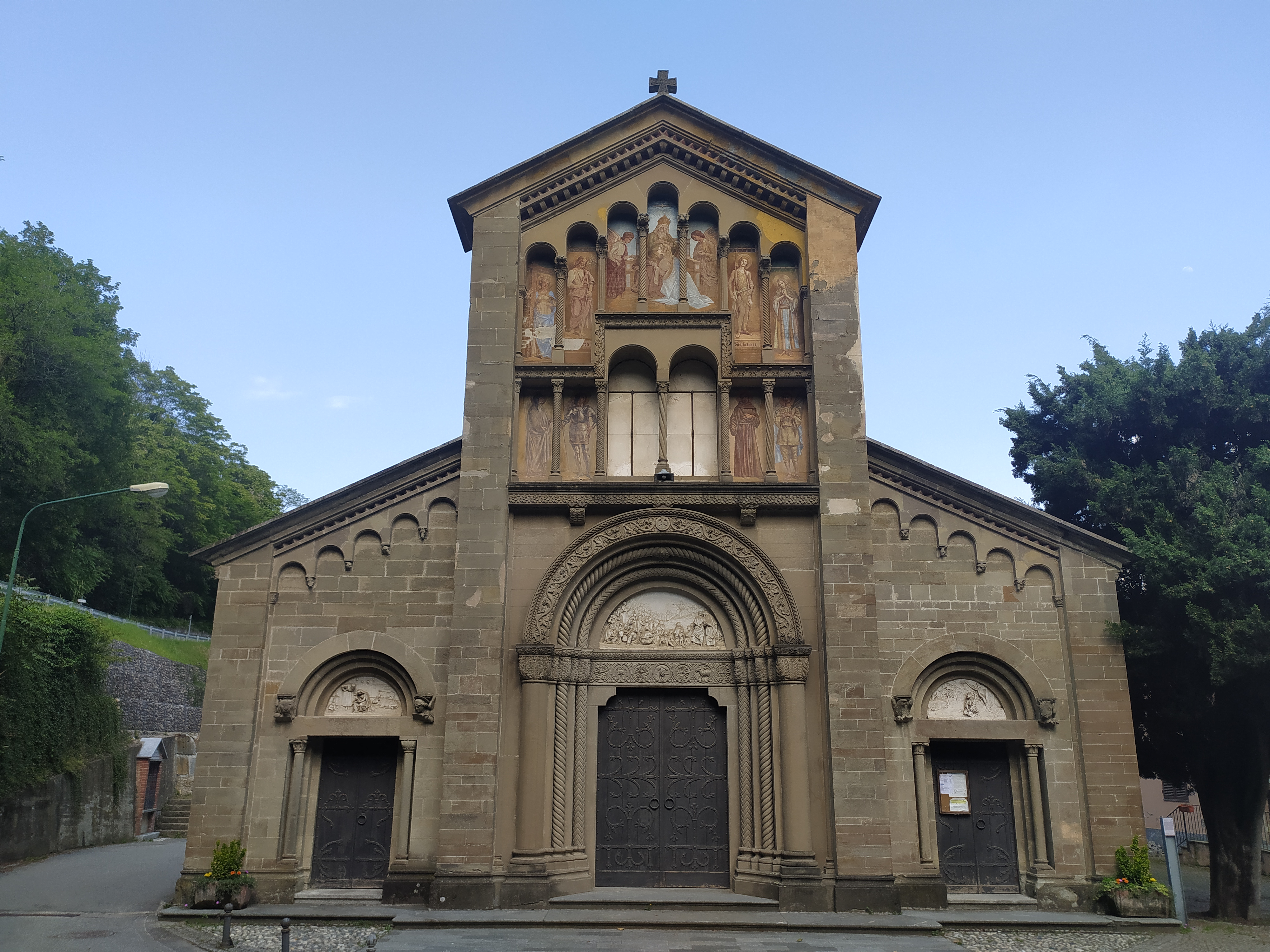
Facciata della chiesa di San Genesio
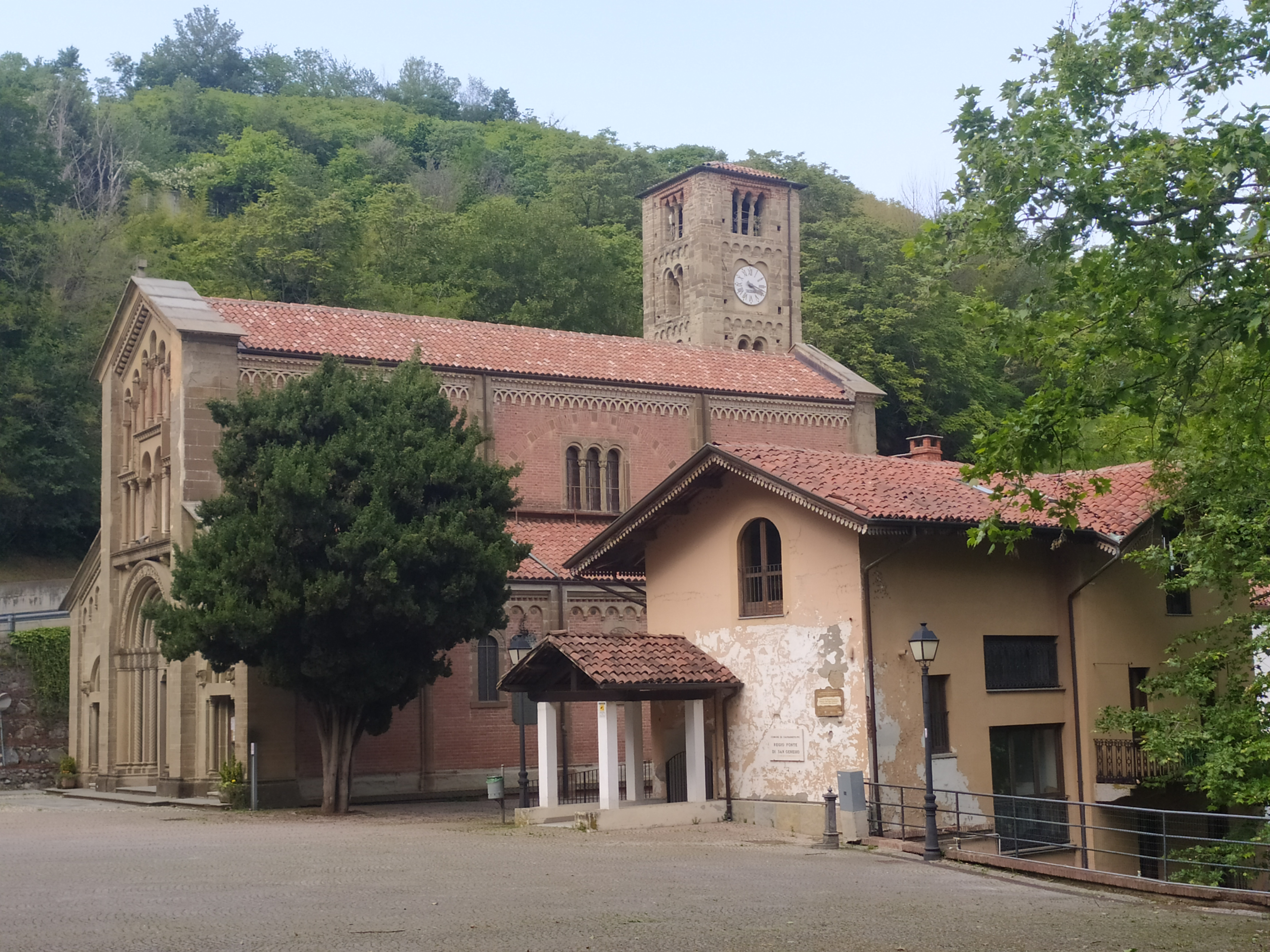
Complesso di San Genesio
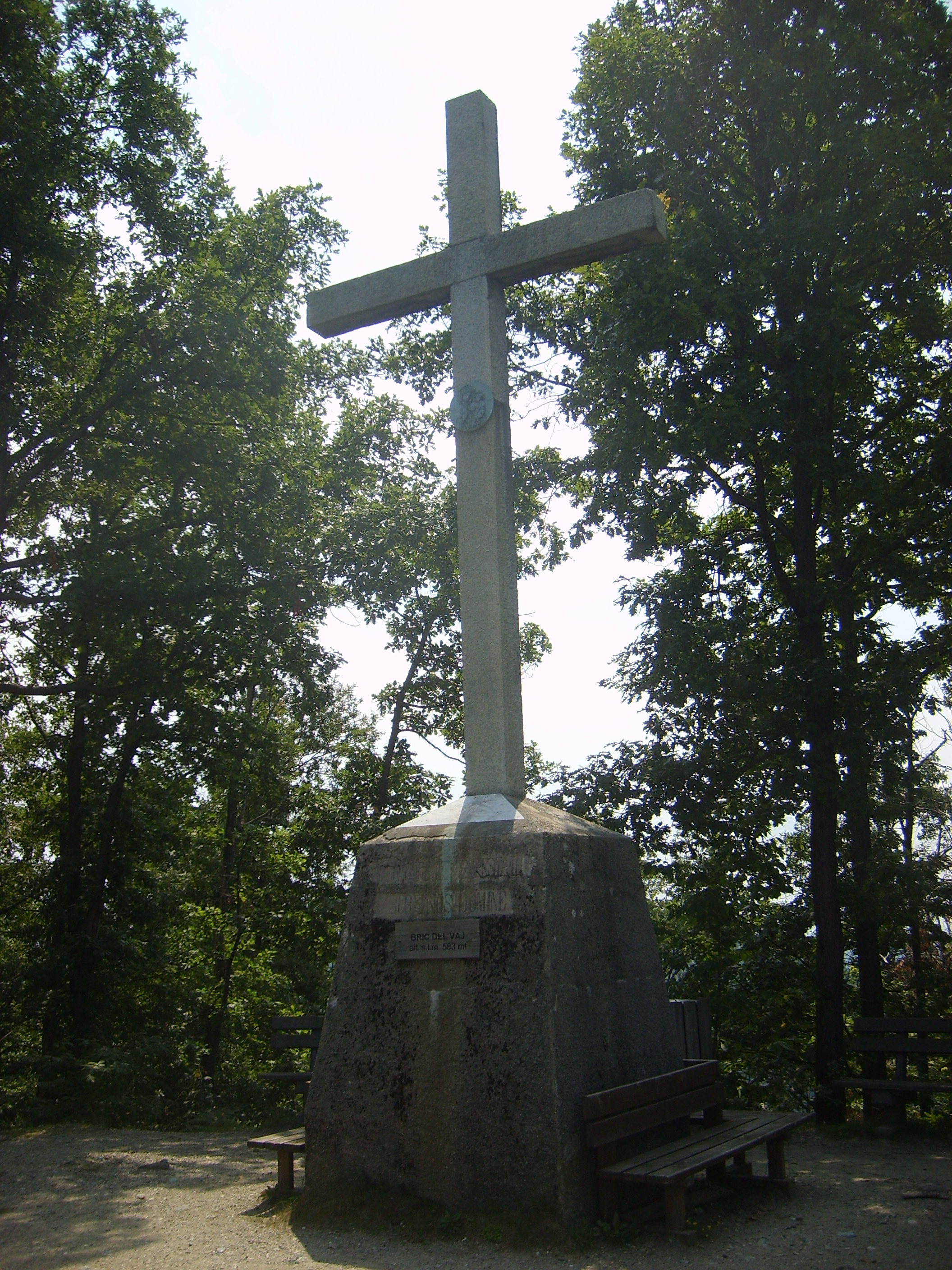
Croce sulla vetta del Bric del Vaj

## Leggende popolari
Si narra che san Genesio di Arles, recandosi in pellegrinaggio dalla Francia a Roma, passò per Castagneto ove tenne a battesimo il figlio di un falegname; rientrando in patria, ripassò per il medesimo luogo incontrando il figlioccio oramai cresciuto: gli regalò il tappo della propria fiaschetta, il quale era d'oro e stuzzicò così le avide fantasie di alcuni malandrini. Essi tesero un agguato al santo credendo di racimolare chissà che bottino: lo uccisero, ma si ritrovarono a mani vuote e ne seppellirono il corpo sul luogo del delitto.
Tempo dopo, alcuni devoti al santo vennero dalla Francia per recuperarne la salma: la levarono dalla sepoltura, lasciandovene però un dito poi conservato in una teca della chiesa a lui dedicata. Rimosso il corpo, iniziarono a zampillare tre sorgenti, rispettivamente di latte, di olio e di zolfo. Finché i terrazzani le usarono per i loro bisogni, il santo lasciò fare, ma quando essi ne fecero commercio per arricchirsi, allora egli le confuse tutt'e tre e da lì nacque la caratteristica acqua lisciviale, con odor di zolfo e dal color biancastro che sgorga in questo luogo.
Nella realtà storica san Genesio morì ai tempi di Diocleziano sulle rive del Rodano per ben altri motivi.

## Società

### Evoluzione demografica
Negli ultimi cinquanta anni, a partire dal 1971, la popolazione residente è raddoppiata.
Abitanti censiti

### Etnie e minoranze straniere
Secondo i dati Istat al 31 dicembre 2017, i cittadini stranieri residenti a Castagneto Po sono 101, così suddivisi per nazionalità, elencando per le presenze più significative:
1. Romania, 53

## Cultura

### Biblioteche
La biblioteca "Nelson Mandela", gestita dall'associazione "Amici della Lettura", è situata nell'edificio comunale e funge da sede per gli eventi dell'Unitre.

## Infrastrutture e trasporti
Tra il 1883 e il 1949 il comune fu servito dalla Tranvia Torino-Chivasso/Brusasco.

## Amministrazione
Di seguito è presentata una tabella relativa alle amministrazioni che si sono succedute in questo comune.
| Periodo        | Periodo        | Primo cittadino  | Partito                                | Carica  | Note   |
| -------------- | -------------- | ---------------- | -------------------------------------- | ------- | ------ |
| 20 giugno 1985 | 22 maggio 1990 | Angelo Revello   | Partito Socialista Italiano            | Sindaco | [ 11 ] |
| 22 maggio 1990 | 24 aprile 1995 | Angelo Revello   | Partito Repubblicano Italiano          | Sindaco | [ 11 ] |
| 24 aprile 1995 | 14 giugno 1999 | Angelo Revello   | centro-sinistra                        | Sindaco | [ 11 ] |
| 14 giugno 1999 | 14 giugno 2004 | Angelo Revello   | lista civica                           | Sindaco | [ 11 ] |
| 14 giugno 2004 | 8 giugno 2009  | Danilo Borca     | lista civica                           | Sindaco | [ 11 ] |
| 8 giugno 2009  | 26 maggio 2014 | Danilo Borca     | lista civica                           | Sindaco | [ 11 ] |
| 26 maggio 2014 | 27 maggio 2019 | Giorgio Bertotto | lista civica Insieme per Castagneto Po | Sindaco | [ 11 ] |
| 27 maggio 2019 | in carica      | Danilo Borca     | lista civica Castagneto possibile      | Sindaco | [ 11 ] |